# Jeff Lerg
Jeff Lerg (Livonia, 9 aprile 1986) è un ex hockeista su ghiaccio statunitense.

## Caratteristiche
È alto 168 cm per 74 kg di peso. È il cugino dell'ex compagno di squadra Bryan Lerg. Jeff Lerg era il più basso giocatore di hockey nel corso della sua carriera universitaria, tuttavia questo lo rese più reattivo e agile nei movimenti a breve raggio. Jeff Lerg soffre di asma cronica dall'età di 4 anni che lo costringe ad un frequente utilizzo di farmaci in via aerosolica.

## Carriera
Prima di intraprendere la carriera universitaria, Lerg ha giocato in USHL con i River City Lancers prima e con gli Omaha Lancers poi. Approdato ad Omaha nella stagione 2004-2005, ha ottenuto il maggior numero di shutout, il minor numero di gol subiti per partita, il maggior numero di vittorie, il maggior numero di minuti giocati ed il secondo posto nella graduatoria di percentuale di parate di tutta la lega. 

Tutti questi record hanno contribuito alla squadra a vincere il campionato. L'anno seguente è così approdato in NCAA, giocando con i Michigan State University, dove è rimasto per 4 stagioni. Già al primo anno è stato nominato rookie dell'anno per le sue ottime prestazioni come debuttante. Nel 2008 è stato selezionato come finalista per il James E. Sullivan Award (un premio assegnato al miglior atleta amatoriale degli Stati Uniti). Nella stagione 2008-2009 è diventato capitano della squadra (inusuale per un portiere), ed ha battuto alcuni record come quello del maggior numero di parate di tutti i tempi della lega (record di 3.996 parate, che ancora oggi persiste), nonostante un serio infortunio subito a fine campionato (rottura del crociato anteriore) nonostante il quale ha comunque continuato a giocare. Ancora una volta le sue ottime prestazioni hanno permesso alla squadra di vincere il titolo. 

Dopo un periodo di riabilitazione, il 31 luglio del 2009 Jeff Lerg firma per i New Jersey Devils, un contratto che inizialmente ne prevedeva l'utilizzo nelle minors, ma una settimana prima del training camp subisce l'identico infortunio, ma all'altro ginocchio. In seguito passa ai Trenton Devils (ECHL) dove ricomincia a giocare prima di subire un ulteriore infortunio, questa volta rompendosi un dito della mano.
Nella stagione 2011/12, viste le sue ottime prestazioni, è stato ingaggiato dall'Hockey Club Asiago (primo portiere statunitense nella storia della società dell'Altopiano), chiamato a sostituire il partente Daniel Bellissimo, che, nonostante avesse un contratto che lo legava ancora alla società vicentina, decise di provare la seconda esperienza all'estero, giocando in Allsvenskan (seconda lega svedese). Jeff Lerg ha dichiarato di aver accettato con entusiasmo l'offerta dell'Asiago, quale stimolo per la ricerca di nuove sfide .

Nel suo debutto ad Asiago si è fatto notare soprattutto per la sua abilità nel parare i tiri di rigore: nella prima parte di stagione, tra massimo campionato e Continental Cup, sono stati 23 i rigori consecutivi parati da Jeff Lerg. 

Tuttavia, dopo la prima parte di campionato schierato da titolare, a seguito di un infortunio subito a metà stagione gli viene preferito il back-up Anthony Grieco. Torna titolare a fine stagione.
L'anno seguente non gli viene rinnovato il contratto e passa all'Ours de Villard-de-Lans, in Ligue Magnus, dove rimase due stagioni.
Trascorse poi due stagioni in ECHL coi Toledo Walleye, raccogliendo anche alcune presenze, perlopiù senza subentrare, in squadre della American Hockey League.
Nell'estate del 2016 fece ritorno in Europa, nel campionato danese col Rungsted Ishockey, ma già nel successivo mese di gennaio ritornò ai Toledo Walleye. Nel 2017 è tornato in Ligue Magnus, con la maglia del Gap Hockey Club.

## Palmarès
- NCAA Top VIII Award - 2009/10
- Lowe's Senior CLASS Award - 2008/09
- NCAA Second All-Star Team - 2008/09
- NCAA Humanitarian Award - 2008/09
- NCAA First All-Star Team - 2007/08
- NCAA Hockey College Player of the Year - 2007
- NCAA Winner - 2006/07
- NCAA All-Rookie Team - 2005/06
- NCAA Rookie of the Year - 2005/06
- NCAA Tournament MVP - 2005/06
- USA Hockey Junior Player of the Year - 2004/05
- USHL Best GAA - 2004/05
- USHL Dave Tyler Junior Player of the Year Award - 2004/05
- USHL Goaltender of the Year - 2004/05
- USHL Player of the Year - 2004/05